# Julius von Uexküll-Güldenband

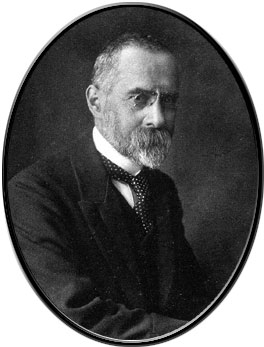
Julius von Uexküll-Güldenband (um 1905)

Julius Karl Freiherr von Uexküll-Güldenband (Alternativname: Julius Alexandrowitsch, Baron Ikskul von Gildenband; russisch Юлий Александрович Икскуль фон Гильденбандт; * 4. Dezemberjul. / 16. Dezember 1852greg. in Dwinsk, Russisches Kaiserreich, heute: Daugavpils, Lettland; † 21. September 1918 in Petrograd, heute: Sankt Petersburg) war ein russischer Politiker, der unter anderem von 1904 bis 1909 Staatssekretär und Chef der Staatskanzlei war.

## Leben
Julius Karl Freiherr von Uexküll-Güldenband war Angehöriger der aus Schweden stammenden deutsch-baltischen Adelsfamilie Uexküll-Güldenband. Seine Eltern waren der russische Generalleutnant Alexander von Uexküll-Güldenband (1799–1880) und Emilie Peretz (1815–1878), während sein älterer Bruder der Staatsmann Alexander von Uexküll-Güldenband (1840–1912) war, der unter anderem als Gouverneur von Livland (1874–1882), Gouverneur von Charkow (1884–1886) und als Gouverneur von Pskow (1886–1888) fungierte. Er selbst absolvierte ein Studium der Rechtswissenschaften an der Universität Sankt Petersburg und wurde nach deren Abschluss 1875 zunächst Mitarbeiter im Justizministerium, ehe er 1878 in die Staatskanzlei wechselte. Nach seiner Ernennung zum Wirklichen Staatsrat 1891 wechselte er 1893 als Verwaltungsjurist in den Staatsrat und wurde 1895 Leiter der Rechtsabteilung des Staatsrates sowie 1896 zum Geheimrat ernannt. In dieser Funktion war er an der Volkszählung im Russischen Reich 1897 beteiligt. Am 1. Januar 1899 wurde er unter Minister Alexander Sergejewitsch Jermolow stellvertretender Minister für Landwirtschaft und Staatseigentum. Am 19. November 1899 wurde er stellvertretender Chef der Staatskanzlei und damit Vertreter von Staatskanzleichef Wjatscheslaw Konstantinowitsch von Plehwe beziehungsweise dessen Nachfolger Wladimir Nikolajewitsch Kokowzow (27. April 1902 bis 18. Februar 1904).
1903 wurde Julius von Uexküll-Güldenband des Weiteren Senator sowie am 8. Februar 1904 als Nachfolger von Wladimir Nikolajewitsch Kokowzow Staatssekretär und Chef der Staatskanzlei und bekleidete dieses Amt bis zu seiner Ablösung durch Alexander Alexandrowitsch Makarow am 1. Januar 1909. Als Chef der Staatskanzlei beaufsichtigte er die Organisation der Aktivitäten des Apparats der Staatsduma und die Neuorganisation der Arbeit der Staatskanzlei als Apparat des Staatsrates, der in die obere gesetzgebende Kammer umgewandelt wurde. Am 1. Januar 1909 wurde er zum Mitglied des Staatsrates ernannt und zudem 1912 zum Wirklichen Geheimen Rat. Am 7. Januar 1914 wurde er außerdem Präsident des Evangelisch-Lutherischen Konsistoriums sowie am 16. Juli 1917 auch Mitglied und der beim Senat eingerichteten Sonderkonferenz über die Veräußerung von Immobilien zum staatlichen und öffentlichen Nutzen ernannt.
Für seine langjährigen Verdienste wurde er mehrmals ausgezeichnet und erhielt unter anderem den Orden des Weißen Adlers, den Orden des Heiligen Wladimir 2. und 3. Klasse, den St.-Anna-Orden 1. Grades sowie den Sankt-Stanislaus-Orden 1. Grades und wurde ferner 1914 Ritter des Alexander-Newski-Ordens.